# Ветеранские организации России
Ветеранская организация — добровольное объединение граждан на основе общности их профессиональных интересов для удовлетворения духовных или иных нематериальных потребностей, для представления и защиты общих интересов и достижения иных не противоречащих закону целей.
Действует на основании Гражданского кодекса Российской Федерации. В Гражданском кодексе и других регулирующих документах нет отдельной категории общественной организации под названием «ветеранская». Ветеранские организации практически не имеют отличие от любой другой общественной организации и, если имеют юридическое лицо, то несут полную ответственность перед налоговой службой и другими федеральными структурами.